# Smicropus eucyrta
Smicropus eucyrta är en fjärilsart som beskrevs av Louis Beethoven Prout 1938. Smicropus eucyrta ingår i släktet Smicropus och familjen mätare. Inga underarter finns listade i Catalogue of Life.